# Dráma
A líra és az epika mellett a három alapvető műnem egyike, az alapvetően párbeszédekre (dialógusokra) és magánbeszédekre (monológokra) épülő, többnyire színházi előadásra szánt irodalmi alkotások (drámák, drámai művek, illetve színművek) összefoglaló elnevezése. A dráma az általa kínált művészi hatást úgy kívánja elérni, hogy konkrét, egyedi figurák cselekvéseit jelenidejű formában mutatja be, így mutatva fel azok általános érvényű jelentéstartalmait.
A kifejezést, a műnem sokszínűsége és az irodalmon túlmutató jelentősége miatt elsősorban gyűjtőfogalomként érdemes használni. A dráma elméletével, a színműírás és a színművészet elméleti kérdéseivel foglalkozó irodalomtudományi terület a dramaturgia. A tágan értelmezett színház világán túl a dráma megjelenik az oktatás és a terápiás tevékenység keretei között is (drámapedagógia, drámaterápia).
A dráma szó az ógörög dran (cselekedni) szóból ered. A szót a köznapi használatban mindenféle feszültséggel teli, nagy indulatokat mozgató eseményre is használjuk (családi dráma, drámai pillanatok stb.).

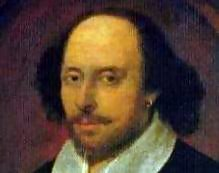
William Shakespeare

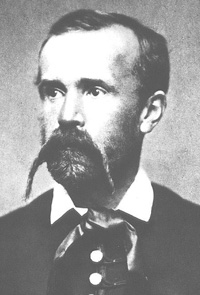
Madách Imre

## Forma és műfajok
A drámai művek lehetnek prózában írt vagy verses drámák. A dráma műfajai a tragédia, a komédia és a középfajú dráma más néven színmű. Sajátos műfaj a verses formájú drámai költemény, amelyben a dráma és a líra műnemi sajátosságai keverednek.

## Drámaiság
A helyzeteket jellemzi, hogy drámai feszültség jelenik meg bennük. Mindazok a helyzetek rendelkeznek ezzel a tulajdonsággal, amelyekben a szereplőknek valamilyen cselekvési döntést kell hozniuk, és ez a döntés életükre (vagy a közösségük életére) jelentős hatással van.
A dráma középpontjában - az epikával szemben  - nem a döntési helyzet megoldása vagy maga a döntés eredményeképpen megtett lépések állnak: a dráma valamely probléma felmerülésétől a megoldásra vonatkozó döntés meghozataláig vagy a cselekvésig eltelő időt vizsgálja. A dráma feszültségét éppen az adja, hogy a szereplőknek dönteniük kell, a cselekvés azonban akadályba ütközik, vagy  csak nehézségek árán valósítható meg. Amikor a döntések eredményeképpen megszületik a cselekvés, a drámaiság szertefoszlik. Ez ugyanakkor nem azt jelenti, hogy minden dráma egyetlen döntési helyzetet tartalmazhat csupán: a dráma szerkezetét a legtöbb esetben a döntések és következményeik láncolata adja.
A dráma valamilyen jól megfogalmazható társas cselekményt vesz alapul (a múltban megtörtént esemény, több szereplő). A dráma szerkezetét a lezártság jellemzi.

## Dramaturgia
A dramaturgia általánosságban a dráma tanulmányozásának tudománya, drámaelmélet.
A fogalom ugyanakkor nem csak irodalomtudományi jelentőséggel bír: a dramaturgia a színháztudomány egyik ága is, mely a színjátékformák és színházi előadások rendszerezésével, sajátosságainak feltérképezésével foglalkozik. A dramaturgia ugyanakkor gyakorlati tevékenységet is jelöl: különböző, általában az epika körébe tartozó szövegek színpadra (illetve filmre, televízióra) alkalmazását, illetve drámai szövegek egy adott előadás céljainak megfelelő átdolgozását is értjük alatta.

## A dráma története

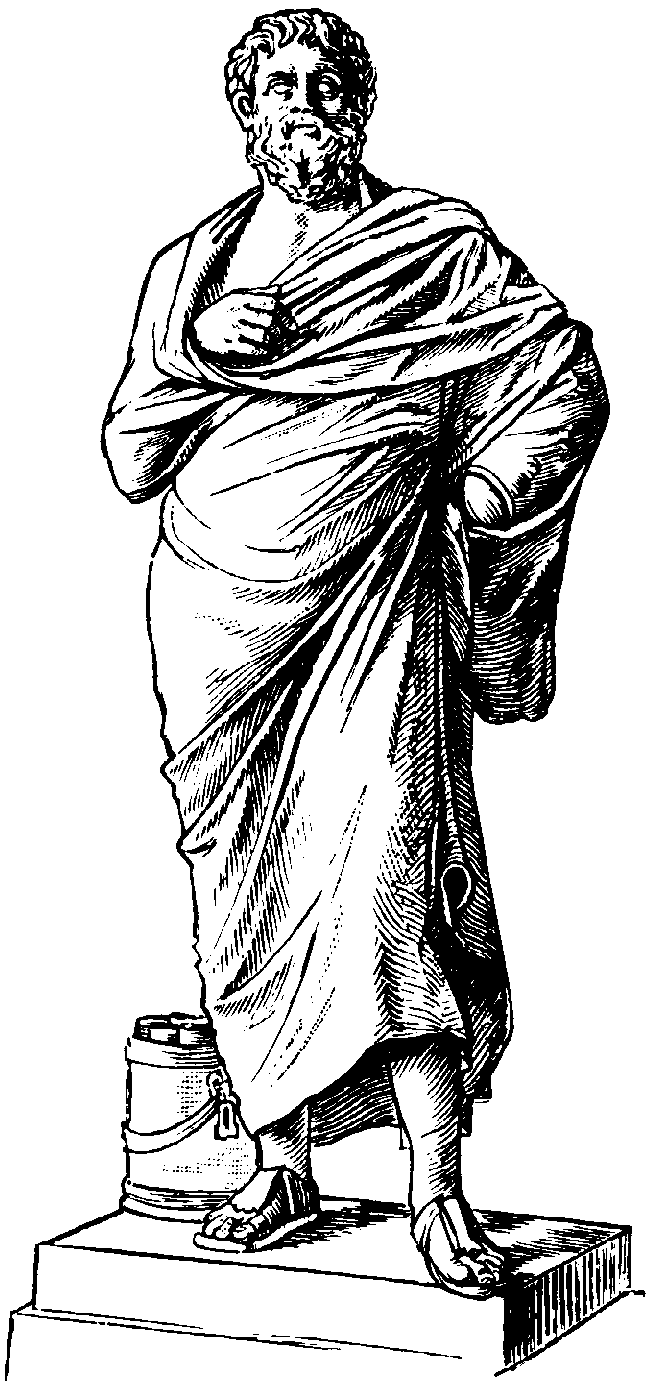
Szophoklész

### Klasszikus ókori dráma
Az európai színjátszás bölcsőjének számító görög színjáték (más népek színjátékformáihoz hasonlóan) nem írott drámai művek előadásával vette kezdetét, hanem a rituális cselekvésből alakult ki. Később azonban már a görögök színjátékformái is írásos formát öltöttek. A görögség drámairodalmának legnevesebb szerzői között Aiszkhüloszt, Euripidészt, Szophoklészt és Arisztophanészt tartjuk számon. A görög színházkultúra sokban hatott az ókori Római Birodalom drámairodalmára és színházkultúrájára is. E kor jelentős drámaírói például Seneca, Menandrosz, Plautus, Terentius.

### Középkor
A középkori európai drámairodalom általunk ismert alkotásainak köre jórészt vallásos, kisebb részben világi tárgyú művekből áll. (Ez azonban abból is fakad, hogy a világi tárgyú színjátszás jórészt improvizatív volt, azaz a rögtönzésen alapult és nem írták le.)
A vallásos drámák egyik típusa, a liturgikus dráma bibliai történeteket vitt színre és templomokban adták elő. Később egyre több világi elem szűrődött be a liturgikus drámákba, ezért kiszorultak a templomokból. A városok vásárterein adták elő a többnapos misztériumjátékokat. Az úgynevezett mirákulumok a szentek életét vitték színre. Később a reformáció időszakában születtek meg a hitvitázó drámák. Világi témájú előadások voltak a vásári bohózatokban is.

### Reneszánsz és barokk dráma
Az európai drámairodalom legtermékenyebb korszakai a reneszánsz és a barokk kor. Az e korszakokban alkotó számos szerző közül csak néhány név: William Shakespeare, Ben Johnson, Lope de Vega, Pedro Calderón de la Barca.

### Klasszicista dráma
Mind műfaji gazdagság, mint a drámaírói formanyelv megújítása szempontjából meghatározó jelentőségű a francia klasszicizmus drámairodalma, ezen belül is elsősorban Jean Racine, Pierre Corneille és Molière (Jean-Baptiste Poquelin) munkássága. Ugyancsak meghatározóak Nicolas Boileau-Despréaux dramaturgiai írásai, melyekben lefekteti a francia klasszicista drámaírás alapelveit.
Szigorúan ragaszkodnak az Arisztotelész szerint megfogalmazott hármas egység elvéhez, tehát a hely-idő-cselekmény egységéhez: rövid időn belül egy helyszínen történik az egy szálon futó cselekmény. A klasszikus szabályokhoz való ragaszkodás, amilyen hármas egység elve is, erősen befolyásolta a színművek sajátosságait: mély szenvedélyeket rejtő nyugalom és összefogottság, kristálytiszta stílus és szerkesztésmód, formai és gondolati tisztaság jellemezte a műveket, melyekben többnyire a szenvedélyek, konfliktusok végső kirobbanását jelenítették meg.Az emberi lélekbe fordítja a tekintetet.
A drámákban jellemző szereplő a bizalmas, akinek majdnem mindenki elárulja kis titkait, és nagyban irányítja a cselekményt tanácsaival.  (Madocsai László: Irodalom II.)
A klasszicizmussal szembeszálló drámairodalom alapjait Denis Diderot, később pedig a drámaíróként is jelentős Gotthold Ephraim Lessing fogalmazza meg.

### Polgári dráma
Újabb jelentős változást a drámairodalomban a naturalizmus 19. századi előretörése hoz. Henrik Ibsen, August Strindberg, George Bernard Shaw munkássága a hétköznapi helyzetek és figurák bemutatásával megteremti a polgári dráma alapjait. Anton Pavlovics Csehov művei pedig a hagyományos drámiság-fogalommal való szakítás jegyében nem a cselekményre, hanem a figurák belső történéseire koncentrálnak.

### 20. század
A 20. század folyamán számos új drámaírói és színházi irányzat jelenik meg. Bertolt Brecht megteremti az epikus dráma fogalmát, megjelenik az abszurd dráma (például Samuel Beckett, Eugène Ionesco, Edward Albee, Sławomir Mrożek), de megjelennek az újrealizmus képviselői is (például John Osborne, Harold Pinter).